# Vlag van Liberland

Vlag van Liberland

De vlag van Liberland bestaat uit een gele achtergrond met een zwarte streep die horizontaal door het midden loopt en het wapen in het midden. Geel symboliseert het libertarisme, en het zwarte streep symboliseert minder overheid, anarchie/rebellie. In het wapen staat de vogel voor vrijheid, de boom voor welvaart, de blauwe rivier voor de rivier de Donau en de zon voor geluk. De vlag is in gebruik sinds 13 april 2015.